# Basiseptospora
Basiseptospora is een monotypisch geslacht van schimmels behorend tot de orde Xylariales. De typesoort is Basiseptospora fallax.